# I "bambini" fanno rock
I "bambini" fanno rock è il nono album del cantautore Povia, pubblicato nel 2012 dalla Fog Records.

## Tracce
Testi e musiche di Povia.
1. Ci vuole duro allenamento - 3:42
2. Povia non ce la fa - 3:42
3. Cioè - 3:38
4. Ricordi - 3:11
5. Piena - 3:55
6. Sei diversa - 3:33
7. Anche no - 4:03
8. Balla balla - 3:37
9. E non passi - 4:33
10. Mattone su mattone - 2:39
11. I 'bambini' fanno rock

## Singoli
- E non passi - (2011)
- Povia non ce la fa - (2012)